# ビジネスクラス

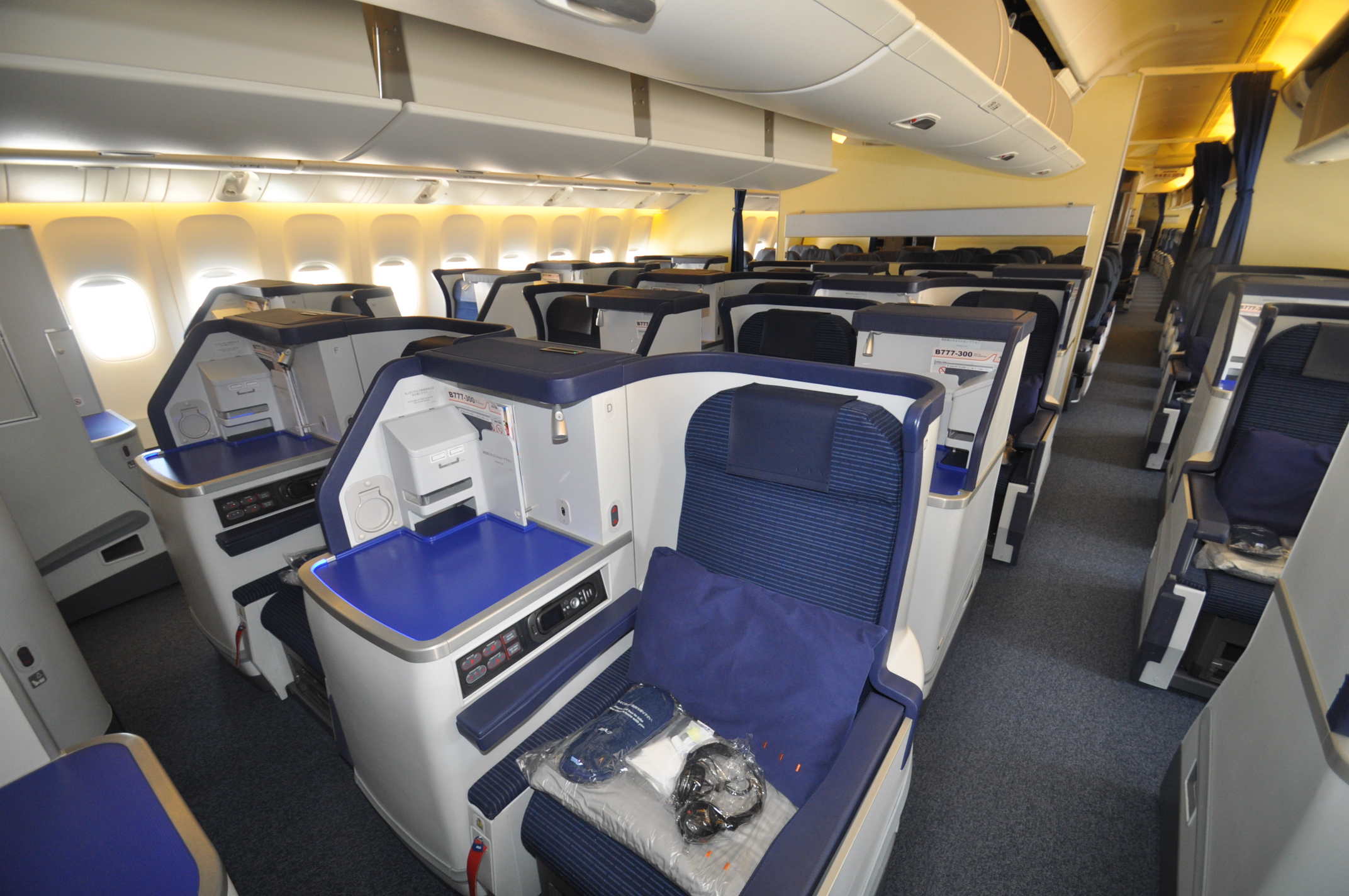
全日本空輸のビジネスクラス座席

ビジネスクラス（英語: Business Class）またはエグゼクティブクラス（英語: Executive Class）とは、旅客機の座席の等級における上級客室のことである。最上級客室に当たるファーストクラス（F）と標準客室のエコノミークラス（Y）の間に位置付けられる。航空券の略号印字はC。当時アメリカを代表する航空会社だったパンアメリカン航空が最初にビジネスクラスを導入し『クリッパークラス（Clipper Class）』と呼ばれていたからという説が有力。クリッパーとは快速帆船の事であり、パンアメリカン航空のコールサインだった。

## 概要

### 導入
1970年代中頃までの多くの国際線旅客機には、上級客室であるファーストクラスと、標準客室であるエコノミークラスの2種類のクラスしかなかった。1970年代前半のボーイング747型機などの大型機の導入に伴う海外旅行の大衆化によって、エコノミークラスに『団体割引運賃』などの各種割引運賃が導入されたことにより、当時アメリカを代表する航空会社であったパンアメリカン航空が、通常料金でエコノミークラスに搭乗する顧客（主に出張で利用する社用客）への専用サービスとして、専用コンパートメントの設置や座席サイズの拡大、機内食の充実を行った『クリッパークラス』（Clipper Class）と呼ばれる中間クラスを導入したのが始まりといわれている。略号が「B(=Business)」ではなく「C(=Clipper)」なのもこのためである。

### 拡大

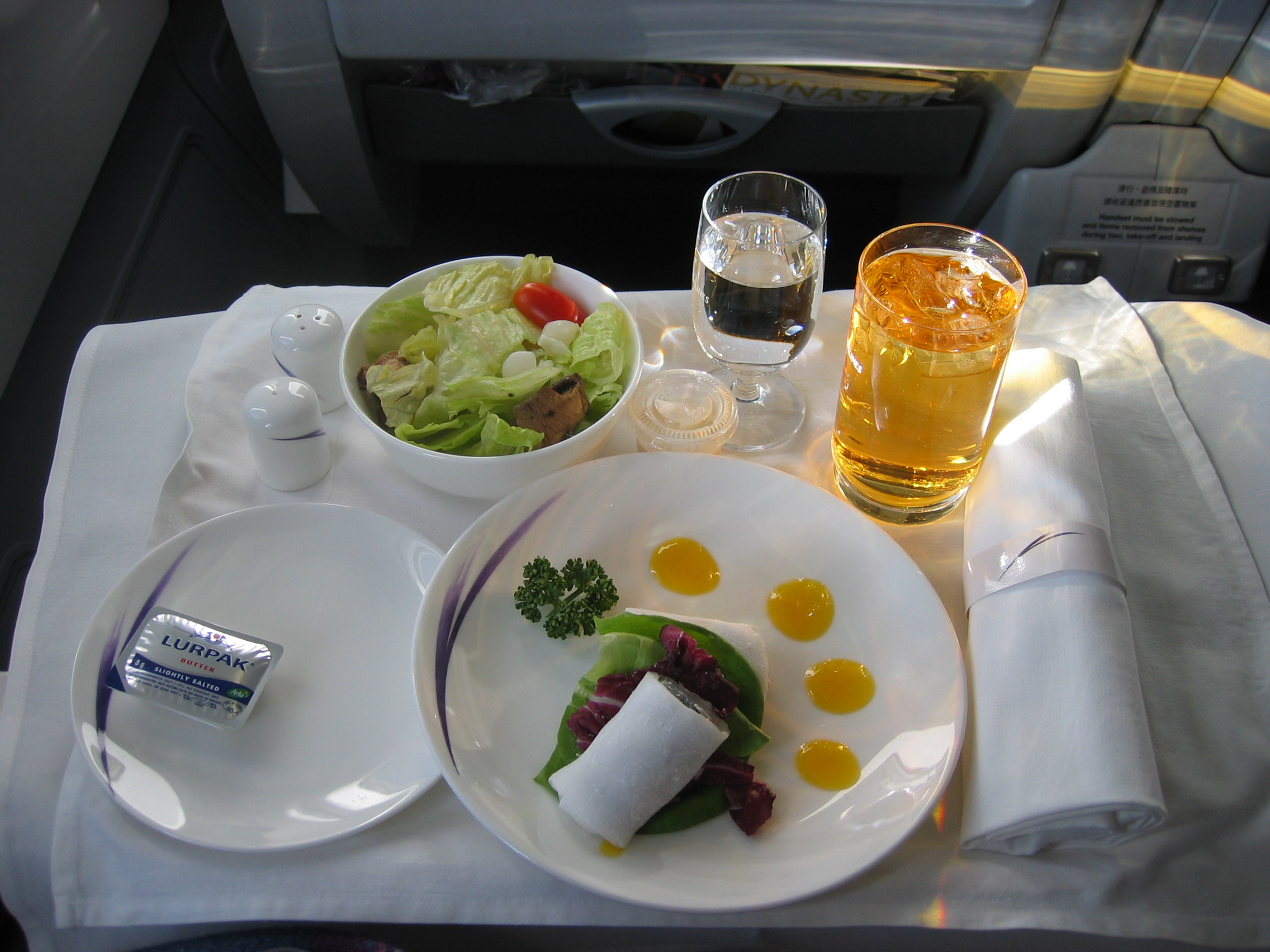
チャイナエアラインズの「ダイナスティ・クラス」の機内食の前菜

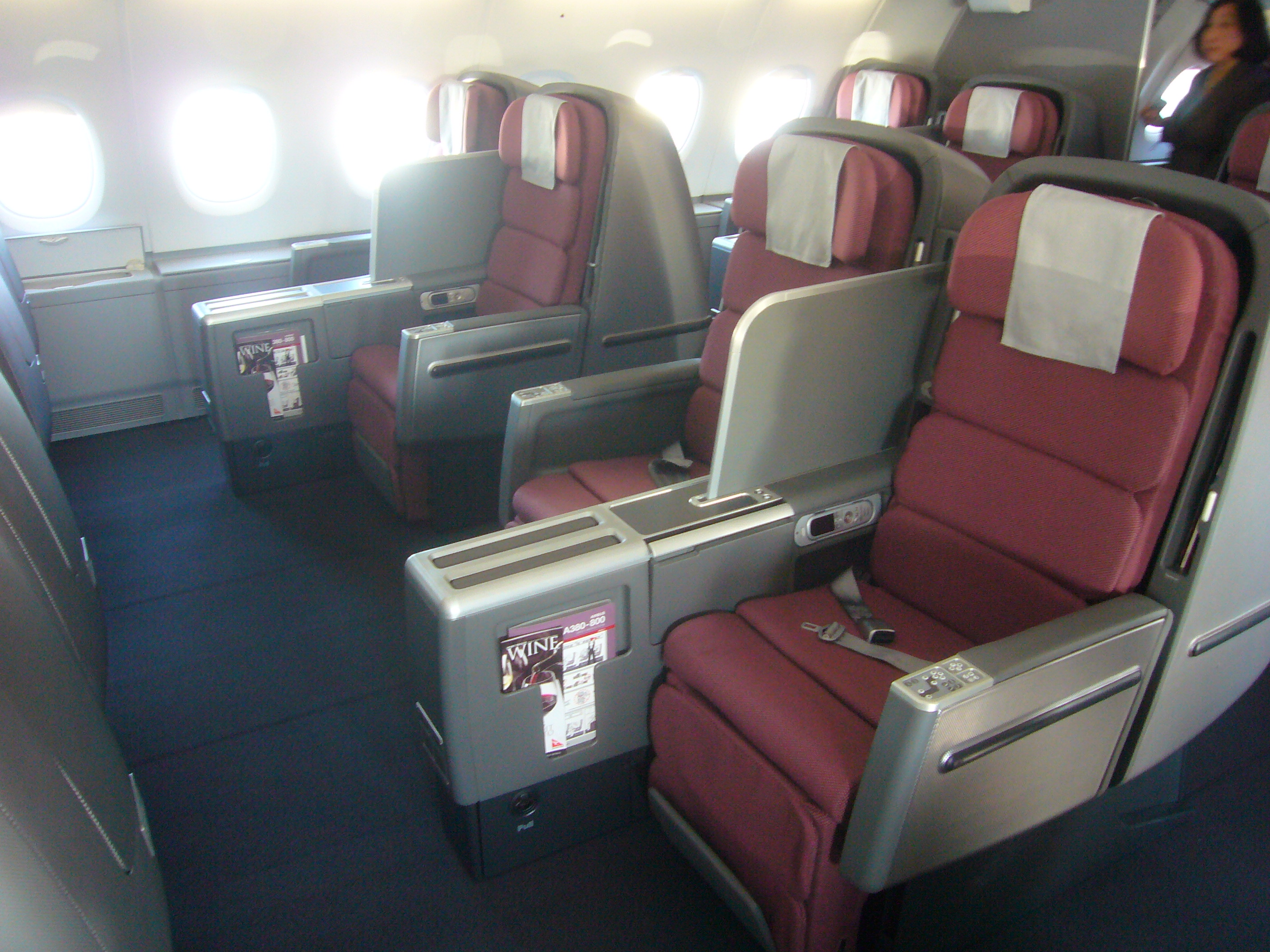
カンタス航空のエグゼクティブクラスのシート

その後、1970年代半ばから1980年代にかけて、ブリティッシュ・エアウェイズや日本航空、エールフランスやシンガポール航空などの世界各国の競合他社もビジネスクラス、もしくはその原型になる中間クラスを続々導入した。
なお、導入当時はエコノミークラスに比べて座席サイズやシートピッチがわずかに広い他は、機内食の充実や手荷物の制限重量が10キロ程度拡大される程度のサービスが主流であったが、その利用客の多くが団体割引運賃ではなく普通運賃で搭乗することもあり、基本的に大幅な料金割引をほとんどしないために高収益が見込めることなどから、その後、各社ともサービスの充実に一番力を入れる存在になった。
その結果各航空会社間のサービス競争がさらに激化した1990年代に入ると、多くの航空会社が3年から5年に1度はシートの改修やサービスの見直しを行うようになっていった。この頃に長距離国際線に参入したキャリアは後発の条件の悪さからサービスを大幅に強化する例が多く、ヴァージン・アトランティック航空はファーストクラスを当初から設置せずにビジネスクラスにおける地上サービスの充実を図り、全日本空輸はボーイング747で当時8列（最終運航時は7列）が主流だったビジネスクラス座席を6列配置にして「スーパーエグゼクティブクラス」を導入するなど、より挑戦的なサービスを導入する会社が増えた。
90年代末期には米系航空会社が相次いでビジネスクラスの座席間隔を拡げ、日本航空もこれに続いた。

### 現在
2000年にブリティッシュエアウェイズが長距離路線用に導入したフルフラットシート（180°リクライニングし、完全に床と平行になるシート）が、ビジネスクラスのシートに革新をもたらした。同社のフルフラットシートは隣り合う2席が前後逆向きで配置されることでも革新的であった。続いてライバルのヴァージン・アトランティック航空を皮切りにライフラットシート（180°リクライニングするが、床と完全に平行にはならないシート）を導入、シートピッチを多少詰める代わりに横幅に余裕を持たせた。
その後同様のフラットシートやライフラットシートは日本航空や全日空、シンガポール航空などの競合他社が競って導入することとなり、現在では長距離路線を中心に、フルフラットシート（前述の前後相対配置かベッド化時に斜め向きになるシートが主流、真正面を向いたフルフラットシートは南アフリカ航空などごく一部に限られる）もしくはライフラットシートが主流になっている。
また最近では、ビジネスクラスのサービスの充実に伴い、ファーストクラスの導入路線を削減するだけでなく、ヴァージン・アトランティック航空やコンチネンタル航空のようにファーストクラスを廃止する航空会社も多い。

### 国内線・近距離国際線の場合
なお、国内線や域内の近距離国際線の場合、ビジネスクラスとエコノミークラス、もしくはファーストクラスとエコノミークラスの2クラス制を取る航空会社が多いが、ヨーロッパやアメリカの近距離国際線においては、ビジネスクラス並みのサービスとシートにもかかわらず、2クラス時代の名残からか、「ファーストクラス」と称している場合も多い。

#### 近距離国際線

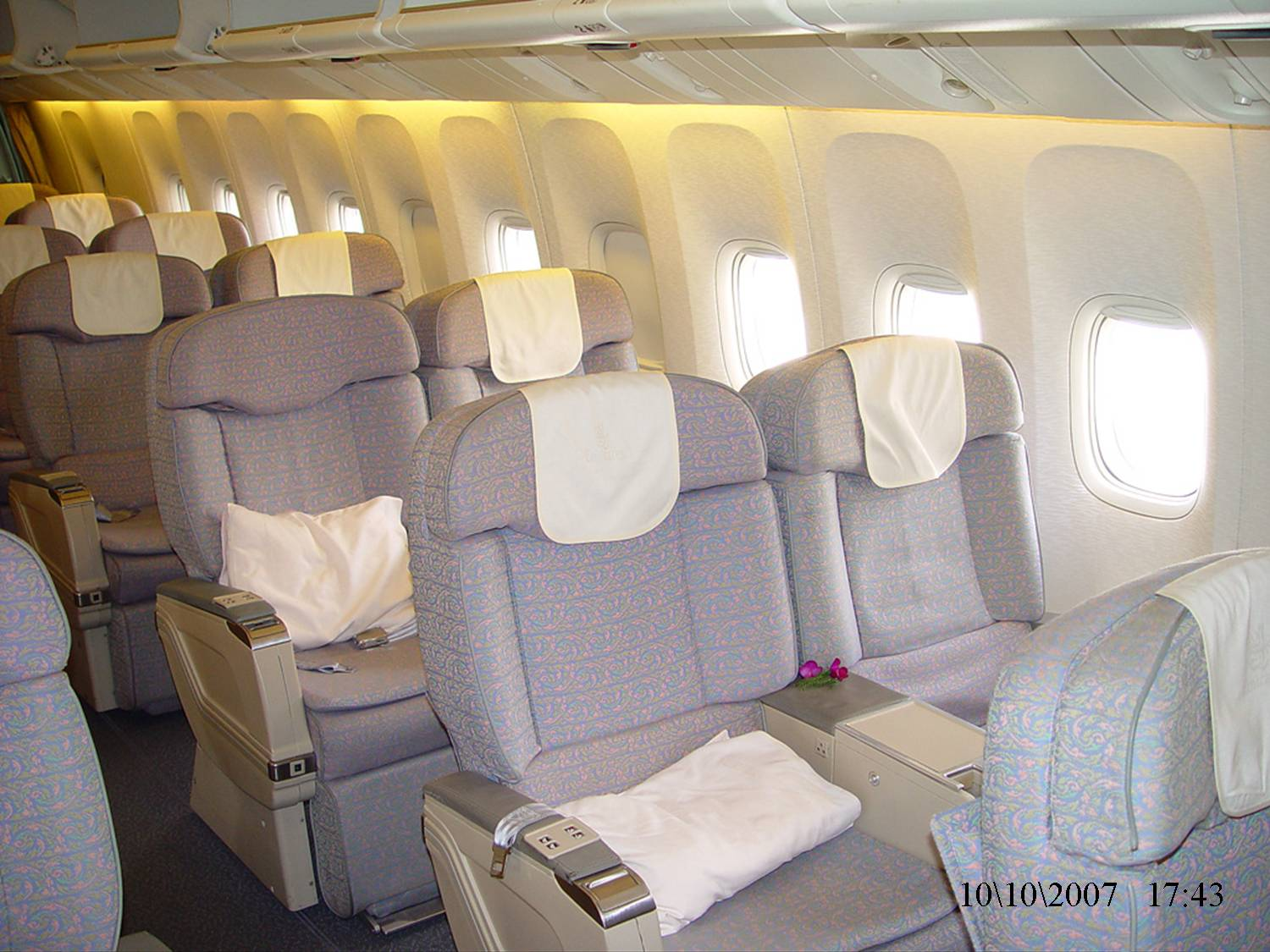
エミレーツ航空のボーイング777型機の短中距離用のビジネスクラスシート

夜間飛行の少ない中近距離国際線の場合、長距離線に多いフラットシートではなく、背もたれの最大リクライニング角度が130度から150度程度のシートを使用するケースも多いが、日本航空のジャカルタ線やシンガポール線（日本との時差1時間）、ニューデリー線（同3時間半）などのように、6 - 8時間程度の飛行時間の域内中距離線にもかかわらずフラットシートを使用しているケースもある。さらに同社の北京線や香港線、バンコク線の一部機材や、デルタ航空の成田-香港線のように、2 - 3時間程度の飛行時間の短距離国際線でも導入しているケースもある。多くは長距離路線の間合い運用の場合が多い。

#### 国内線
日本の国内線においては、1980年代以降に各社が「スーパーシート」を導入したが、サービス内容から中間クラスの一つに分類できた。ただし、券面ではファーストクラスの扱いを受けている。
ちなみに、かつての日本エアシステムは、ボーイング777にて上級客室の「スーパーシート」、下級客室「エコノミーシート」と中間クラスにあたる「レインボーシート」の3クラス制を取っておりエコノミー料金に1,000円の追加料金で利用できとても人気が高かった。日本航空との合併後は「スーパーシート」、「レインボーシート」どちらのシートも「クラスJ」として運用されていた（サービス面では差がない）。現在では全機の改修が完了し、当初からのシートも消滅した。
日本航空の「クラスJ」はこのレインボーシートのコンセプトを素案に開発されたもので、同シートと同じく1000円の追加料金で利用できる、中間クラスシートである。しかしながらより大柄なスーパーシートの廃止により上級ビジネス客の全日空への逸走を許したこともあり、同社では、国内線で最大の広さを持つ上級な皮張りシートと、有名レストランや料亭と提携した機内食などの機内サービス、ラウンジや専用カウンター、優先ゲートや優先搭乗などの空港内サービスなどを提供する「ファーストクラス」を2007年12月より導入したことで、普通席と中級席、上級席の3クラスとなっている。
全日空では引き続きスーパーシートを導入していたが、日本航空側が廉価なクラスJへとコンセプトを変えてきたことから、より高級志向を目指すスーパーシートプレミアム、更に日本航空のファーストクラス導入後は「プレミアムクラス」を導入しているが、これらの内容変化により上級席の一種と言ってよいサービス内容に変質しつつある。なお、国内では最後にスーパーシートを導入していたスカイマーク（固有名称は『シグナスクラス』）は、後にこれらのクラスを廃止した。国際線参入に伴い多クラス配備の大型機を増やす可能性について言及しているが、国内線にも導入されるかは不明である。

## 呼称

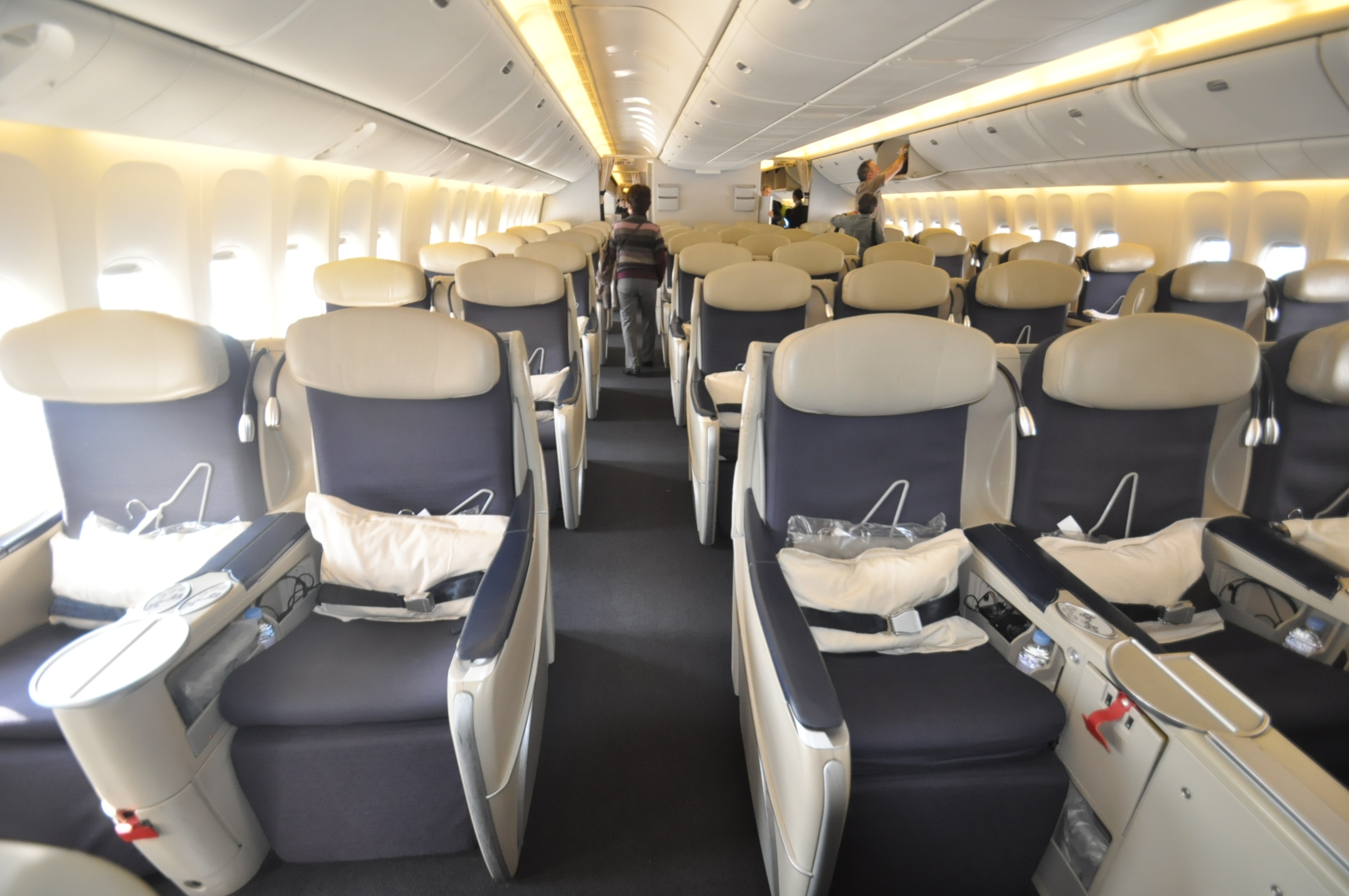
エールフランスのビジネスクラス「アフェール」（B777-300ER）

下記のように、航空会社によって中間クラスの呼び名は違っているが、これらの中間クラスを総称してビジネスクラスまたはエグゼクティブクラスの呼称で呼ぶことが多い。
- 『JALビジネスクラス』（日本航空/旧名は『エグゼクティブクラスSEASONS』、個別シートに「JAL SKY SUITE」「JAL SKY SUITE Ⅲ」などと名付けている。かつては「シェルフラットシート」があった）
- 『ANAビジネス』（全日本空輸/旧名は『CLUB ANA』、旧々名は『スーパーエグゼクティブクラス』、「個別シート」に「THE ROOM」「ANA BUSINESS STAGGERED」「ANA BUSINESS CRADLE」などと名付けている）
- 『ダイナスティークラス』（チャイナエアライン）
- 『ビジネススマーティウム』（アシアナ航空）
- 『ロイヤルシルククラス』（タイ国際航空）
- 『ゴールデンクラブクラス』（マレーシア航空）
- 『エグゼクティブクラス』（ガルーダ・インドネシア航空）
- 『ビジネスクラス』（シンガポール航空/旧名は『ラッフルズクラス』）
- 『プレステージクラス』(大韓航空)
- 『アフェール / プレミアム』（エールフランス）
- 『クラブワールド』（ブリティッシュ・エアウェイズ）
- 『アッパークラス』（ヴァージン・アトランティック航空）
- 『ユナイテッド・ビジネスクラス』（ユナイテッド航空）
- 『ビジネスファースト』（コンチネンタル航空）
- 『ワールド・ビジネスクラス』（ノースウエスト航空、KLMオランダ航空）

なお、航空券上の記載でビジネスクラスが『C』と表記されるのは、パンアメリカン航空の『クリッパークラス』（Clipper Class）の頭文字がそのまま使われたという説や、『クラブクラス』（Club Class）の頭文字であるという説などがある（ただし、運賃上ではCクラスの他、JやI、Z、Dといったアルファベットもビジネスクラスの表記となる）。

## サービス内容
近年のサービス競争の激化により、一部の航空会社では空港ラウンジの充実や機内でのマッサージ、ハイヤーでの送迎サービスを導入するなど、多くの航空会社がより一層のサービスの強化を図っている。なお、機内食などの機内サービスやシートについては、長距離路線と短中距離路線では格差を付けるケースが多い。

### 地上

#### 送迎、手荷物配送
- 市内から空港への専用送迎ハイヤーなどの提供
  - 多くの航空会社は、空港と都心部の間のハイヤーによる無償送迎を提供している。
- 自宅（あるいはホテル）と空港間の手荷物無料配送サービス

#### 空港内
- 専用チェックインカウンターの使用
- 専用セキュリティゲートの使用
- 手荷物の重量制限緩和
- 到着時に優先で手荷物を受け取れる荷札

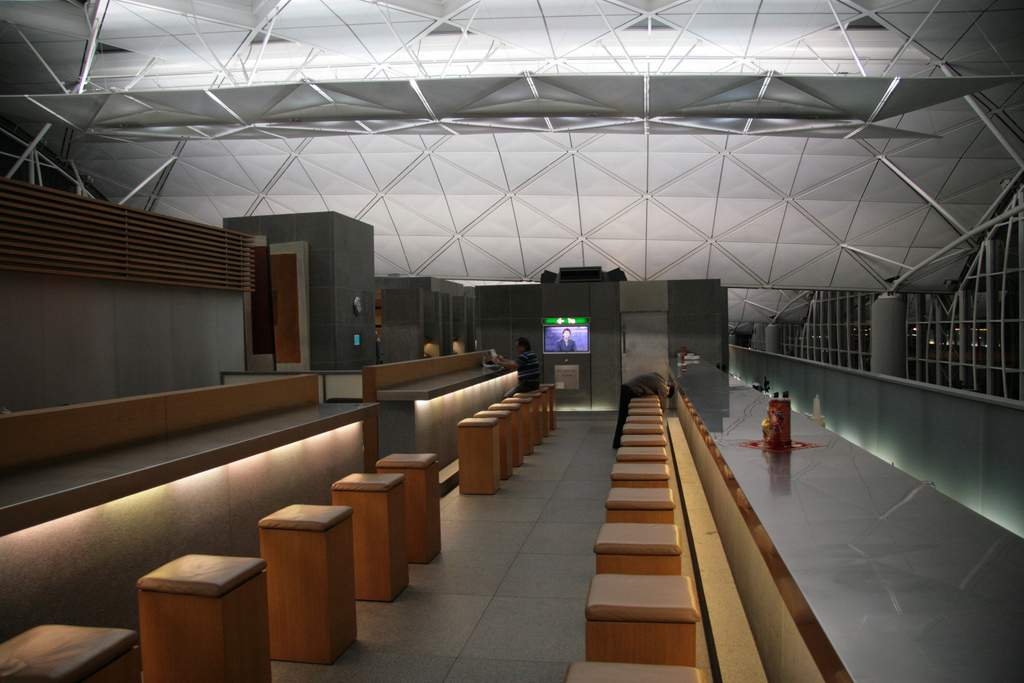
キャセイパシフィック航空の香港国際空港のラウンジ「ザ・ウィング」

  - ファーストクラスに次いで手荷物を受け取れる
- 出発地・経由地空港の専用ラウンジが使用可能
  - 自社ラウンジ、もしくは提携航空会社や空港会社が運営するラウンジを使用できる
- 機内への優先搭乗案内
  - ファーストクラスに次いで、もしくはファーストクラスと同時に案内される。ただしこれは現在の飛行機は重心が前にあるというハード面の運用の意味もある。つまり、機体は通常前脚1本と主脚4本（前輪）で駐機しており、尾輪がないため、機種によってはエコノミー・クラスのある後方座席から搭乗させてしまうと、前輪が浮き上がり、胴体の最後尾が地面に着いてしまう可能性がある。
- マイレージサービスの加算マイル数の割増

### 機内

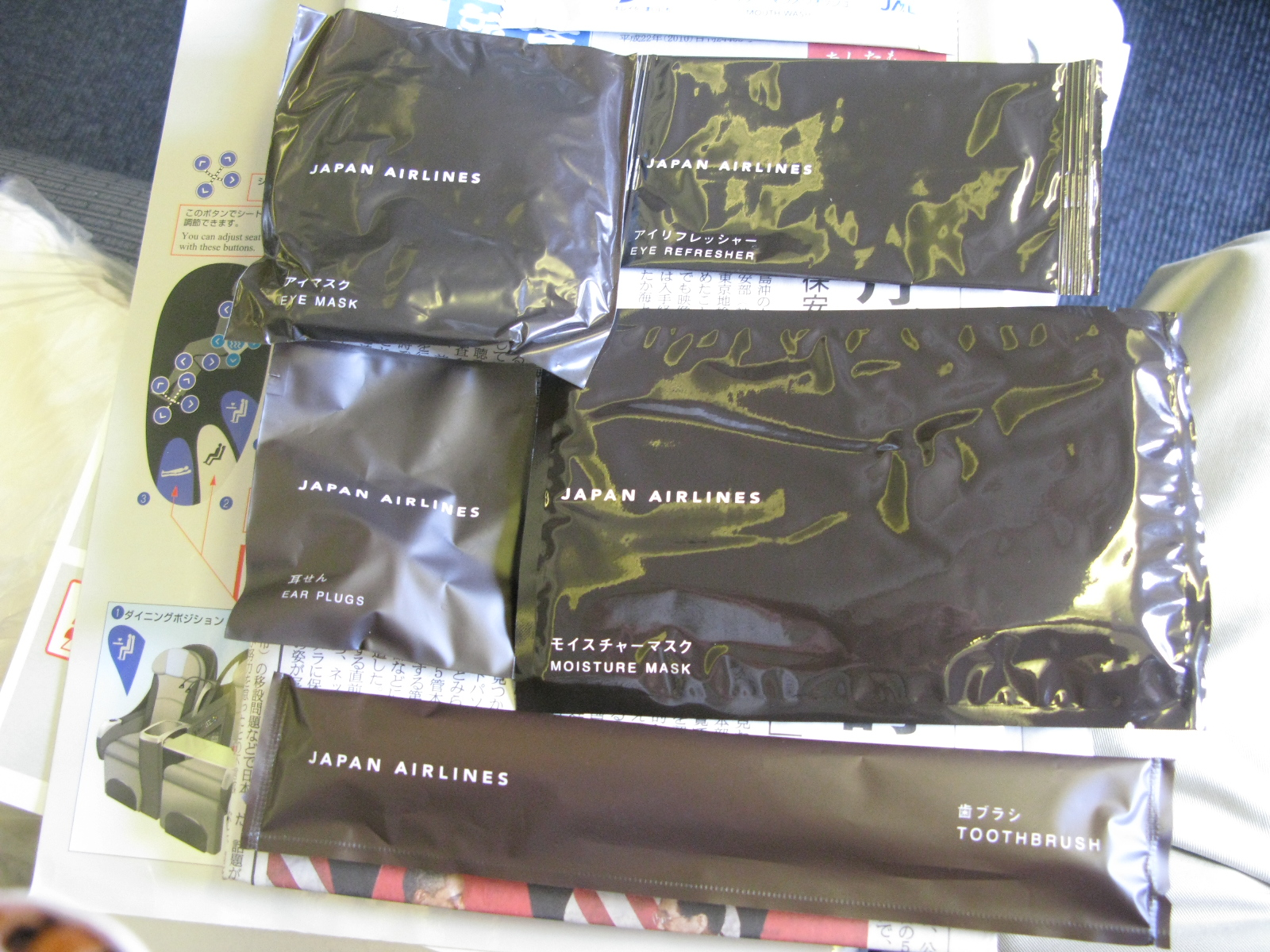
日本航空「エグゼクティブクラス」で提供されるアメニティーグッズ

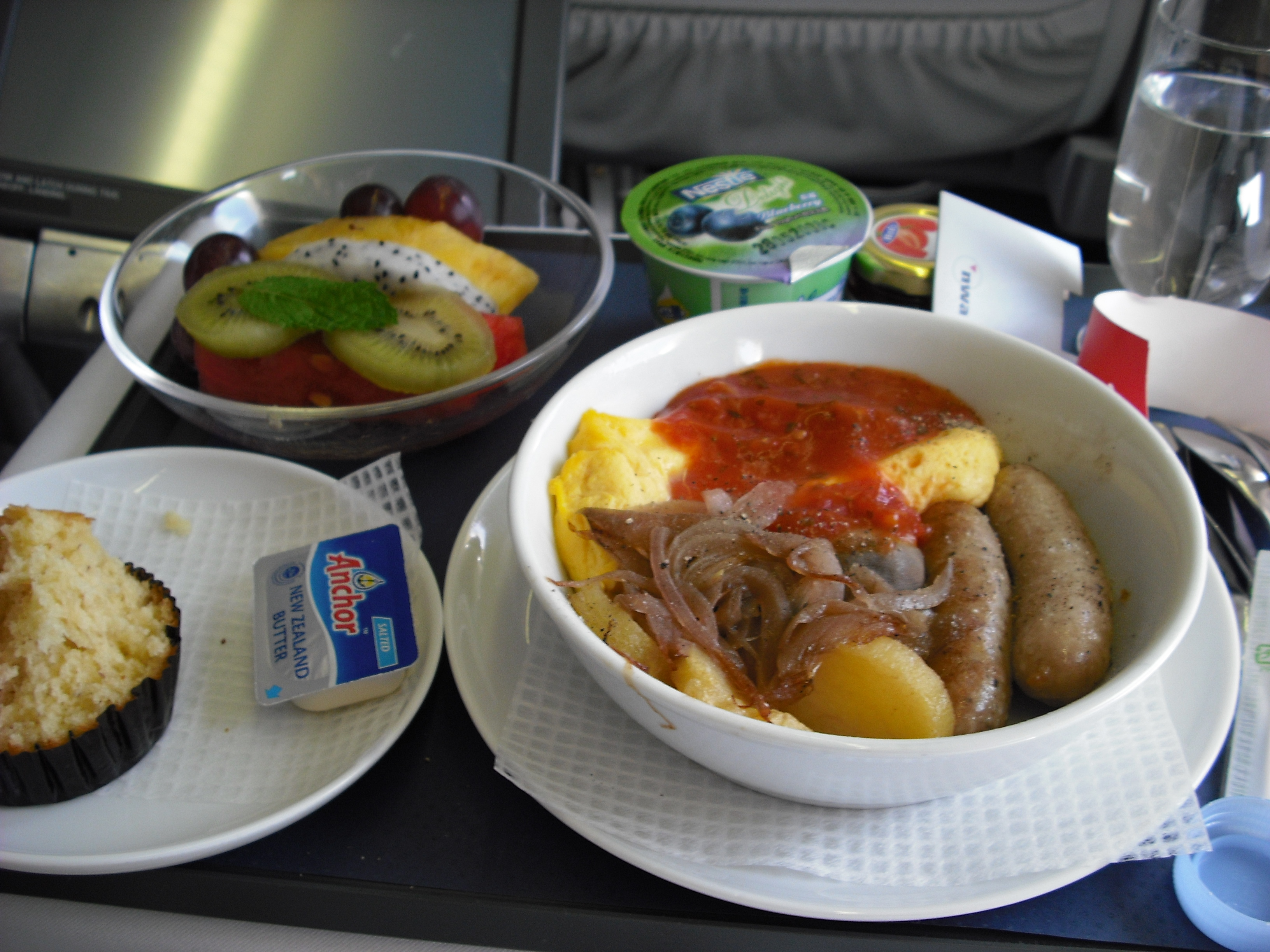
ノースウエスト航空（現：デルタ航空）のビジネスクラス「ワールド・ビジネスクラス」の機内食（中距離路線朝食）

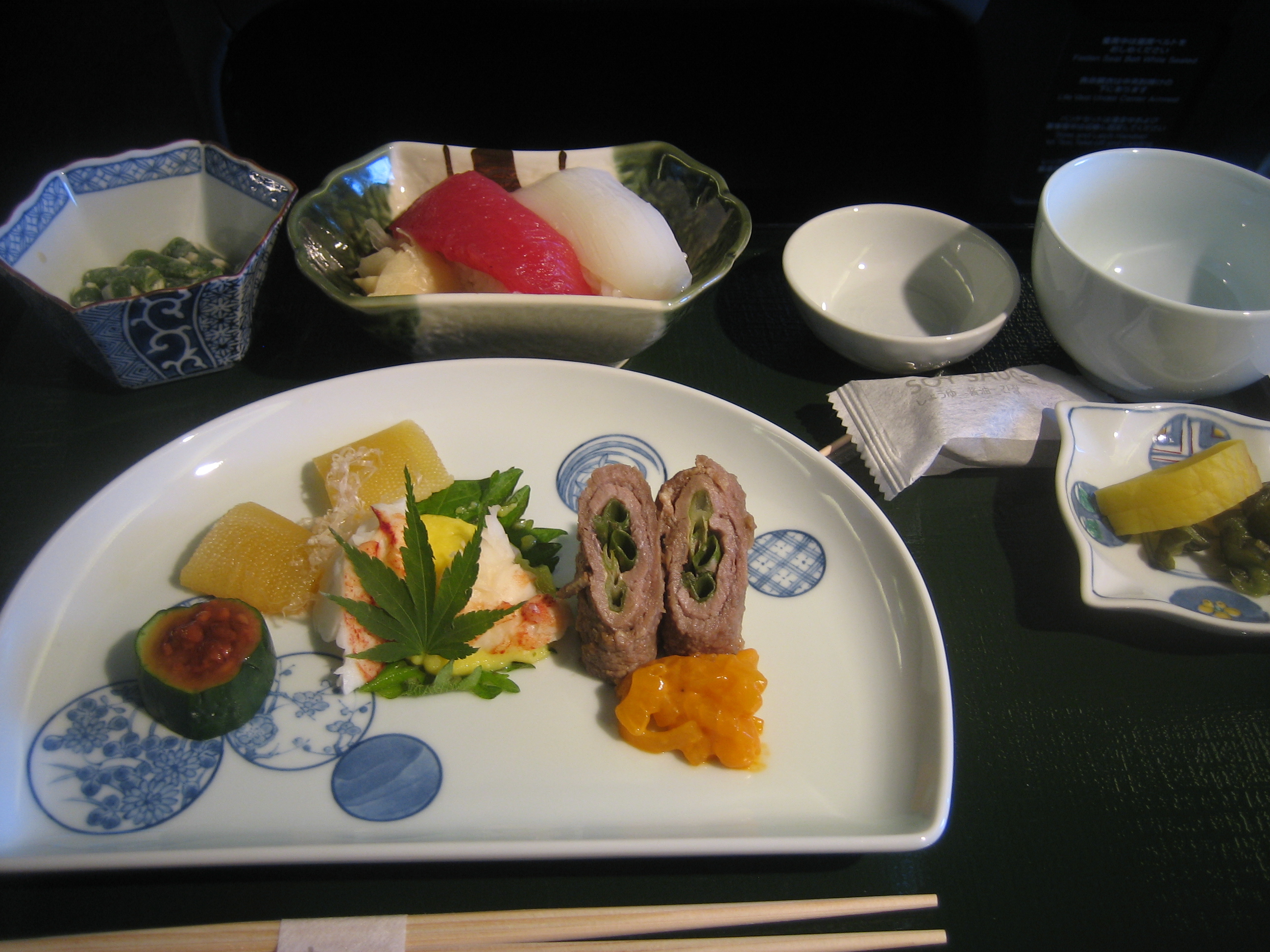
日本航空「エグゼクティブクラス」の和食（短距離路線の前菜）

機内でも、エコノミークラスよりも上級なサービスが提供される。
- スリッパやアイマスク、化粧道具やひげそり、歯磨きセットなどの専用アメニティセットの提供。
- ウェルカムドリンク（離陸前のドリンクサービス）の提供。
- 機内食に関しても、特別な食事が提供される。
  - 食器の素材としてはプラスチックや紙ではなく、陶磁器やガラスが多用される。
  - 長距離路線では機内食サービスの向上が著しく、レストランのように大型の食器で一皿ずつサーブするコース料理が提供される。前菜からデザートまで時間をかけたサービスが行われ、メインディッシュは3～5種類から選択出来、前菜も選択ができることもある。
  - 中距離路線では、一部の航空会社を除きワントレーサービス（一つのトレーで前菜からメインを全て提供）もしくは、ミニコースサービス（前菜とメインのみを分ける）であるが、メインディッシュは3種類程度から選択できる。また、長距離路線同様にデザートワゴンのサービスを提供されることもある。
  - 短距離路線ではほとんどの機内食がワントレーサービスであるが、ミニコースサービスのケースもある。なお、飛行時間によっては提供されないことや、コールドミール（温めない食事）が提供されることもある。

また機内食の特徴として、日本発着便では外国航空会社でも和食が選択出来たり、韓国発着便ではコチュジャンが提供されるなど、発着国の食文化にあわせた料理が提供されることも多い。
中東のイスラム諸国の会社では標準がイスラム料理の場合が多い。
特殊な事情のある利用者向けには、事前に申し込めばビジネスクラス専用のイスラムやヒンドゥー、コーシャーなど宗教食、ベジタリアン、低カロリーやアレルギー対応などのスペシャルミールも提供される。
- 航空会社や運航路線によっては、カップ麺やおにぎり、サンドイッチ等の軽食や、ケーキ、アイスクリームなどの無料サービスもある。
- 長距離路線などでは、多くの航空会社でバーコーナーなどが提供される。
- 酒類の無償提供が行われる（格安航空会社やユナイテッド航空、デルタ航空などアメリカに拠点を持つ航空会社では、国際線でもエコノミークラスでは酒類が有償提供である）。
- エコノミークラスで酒類が無料の場合でも、ワインリストの選択肢が広い、スパークリングワインではなくシャンパンが提供される、食後のブランデーやリキュールが充実しているなど、エコノミークラスに比べて上質な酒類の提供が行われる。
- ラバトリーの差別化。エコノミークラスとは分離して装備が異なる他、ハンドタオルやアメニティなどをおいている会社もある。

- シートは航空会社や路線にもよるが、基本的にリクライニング角度が130-180度で、オンデマンド形式の9-23インチ程度の個人用モニターが装備された専用大型シートが用意される。座席によっては、電動/油圧アシストやマッサージ機能が装備されている。平均的な座席の前後間隔（シートピッチ）は110cm程度から190cm程度と、78cm-85cm程度が標準のエコノミークラスよりも広い（日本の鉄道車両のグリーン車の座席の前後間隔は105~130センチである）。なお、ヨーロッパ域内路線の多くの航空会社のビジネスクラスは、エコノミークラスの座席と大差なく、隣席がテーブルとして利用されるのみである。

- - シートピッチ、モニターの一例として、

中国南方航空「ビジネスクラス」シート（短中長距離路線）が、109cm/モニター9インチ
全日本空輸「ANA BUSINESS CRADLE」シート（短中長距離路線）が、150cm/モニター12.1インチ
日本航空「JALスカイリクライナー」シート（短中長距離路線）が、130cm/モニター10.6インチ
チャイナエアライン「ダイナスティクラス」シート（短中長距離路線）が、132cm/モニター10.4インチ
シンガポール航空「ビジネスクラス」シート（長距離路線のA380、A340-500、777-300ERに搭載）が140cm/モニター15.4インチ
シンガポール航空「ビジネスクラス」シート（中長距離路線のA330-300に搭載）が152cm/モニター15.4インチ
デルタ航空「ビジネスエリート」（長距離路線）が、152cm/モニター10.4インチ
エティハド航空「パール・ビジネスクラス」シート（長距離路線）が、185cm/モニター23インチ
ブリティッシュ・エアウェイズ「クラブワールド」シート（長距離路線）が187cm/モニター10.4インチ
日本航空「JALビジネスクラス」シート（長距離路線）が188cm/モニター23インチ
ヴァージン・アトランティック航空「アッパークラス」シート（長距離路線）が、202cm/モニター10.4インチ
短中距離用ではエコノミークラスのシートを大型化し、リクライニング角度を大きくしたもの、もしくは長距離用のビジネスクラスのシートのリクライニング角度を小さくしたものが主流である。
長距離線のビジネスクラスのシートの概要は、近年では以下のようなものが主流である。基本的には、ファーストクラスのフルフラットシートに比べ、シートピッチや座席配置などを犠牲にして省スペース化を図る方式が多い。

#### 座席

##### ノーマルシート
黎明期のビジネスクラスが採用していたシートで、シート自体の機能だけならシート幅とシートピッチ以外はエコノミーとの差はない。レイアウトの都合から通路に出にくい座席が発生することや、座席を倒し込んでもフラットにはならないと言うデメリットがあるが、極端に広いシートピッチにする必要がないのでスペース効率が良いと言うメリットがある。そのため、快適性が重要な長距離線はフラットに出来るシートに移行したものの、睡眠用途が重要でない近距離線では定員の稼ぎやすさもありこのシートが今でも使われている。
なお、ANAがプレミアムクラス・JALがファーストクラスとクラスJの名称で展開している国内線での最上位シートもこのタイプであり、近距離国際線の代替機材としてこれらのシートが搭載されている国内線機材が使われる場合は、ビジネスクラスとして使われる。

##### ライフラットシート

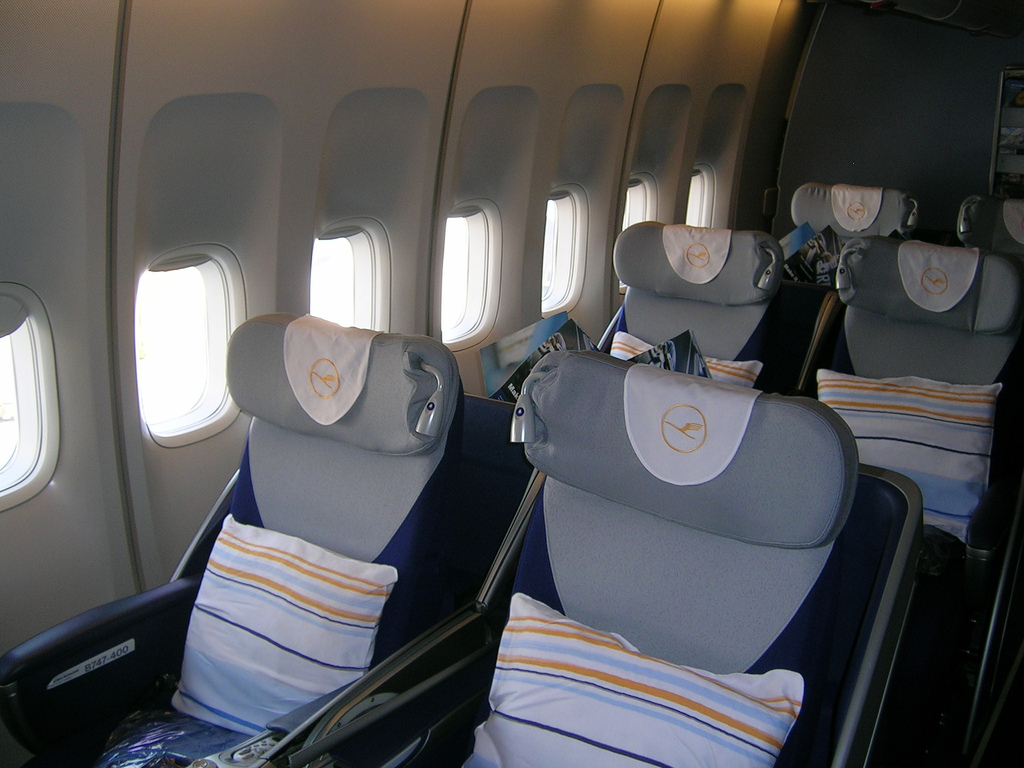
ルフトハンザドイツ航空「ビジネスクラス」シート

座席そのものは頭頂部から足先までフラットな座席とはなるが、座席と床は完全に平行とならず、足元側がやや低くなる。2000年にヴァージン・アトランティック航空が導入したものが初であり、以降世界中の航空会社で、長距離線のシートを中心に採用される事となった。
足先まで伸ばして睡眠することが可能である一方、シートを最大限に傾斜させても通路に対して足元の位置がやや低く頭部はやや高めに留め、低めに設置される足元は前の座席の下にめり込むように配置されるためシートピッチをそれほど稼ぐ必要がなく（完全に伸ばした際の座席長が180 cm強なのに対し、シートピッチは150 cm強で済む）、完全フルフラットなシートに対してより多くの座席を配置できる。一方で、床と完全に平行にならないため、睡眠時にわずかにずり落ちる感覚となったり、足先が窮屈に感じることがある。ルフトハンザドイツ航空では、これを防ぐためにシートがS字状に屈折することで、腰部を床面と平行させることで安定感を図っている。座席配置自体はリクライニング機能等の細かい差異を除くと上記のノーマルシートと同等であり、全ての座席から直接通路へ出られる訳ではないのが欠点となっている。
日本航空やエールフランス、全日空のものをはじめ、ほとんどの場合座席は前方に向けて沈み込んでいくリクライニング方式だが、デルタ航空やKLMオランダ航空の一部機材の座席では、以前の座席などと同じく後方にも若干倒れこむスタイルである。
2000年代のビジネスクラスの主要となるシートであり、近年では航空機製造メーカーのモックアップなどでも採用されている。日本においても、2000年に全日空が、2002年に日本航空が導入し、政府専用機の随行員席もこのタイプの座席を導入した。しかし、2010年代には多くの会社がより快適に過ごせるようにフルフラット化された次世代シートに移行し、快適性の重要度が高い長距離便のシートとしてはマイナーな存在となっている。最も、このタイプを改良することでより快適にしているものの開発も進んでいることから、近距離向けとして依然このタイプのものを継続して採用する会社も存在し、特に拡大しつつあるLCCにおいては、他社との差別化として上級客席にこのタイプのシートを導入している所がある。

##### フルフラットシート（前後相対式）

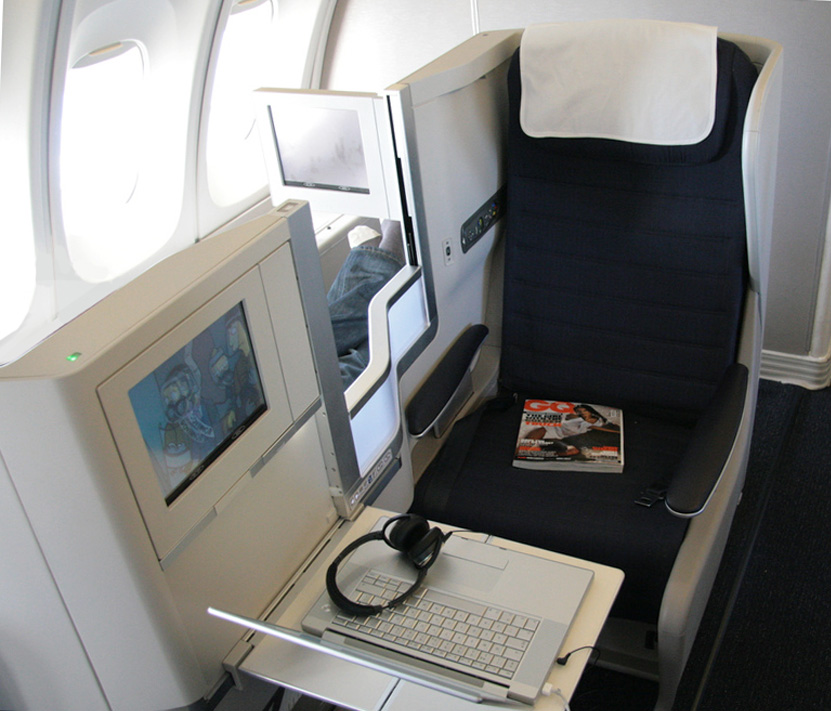
ブリティッシュ・エアウェイズ「クラブワールド」シートと個人用モニター

1999年にブリティッシュ・エアウェイズで登場、その後ユナイテッド航空などで採用される。座席の前後、左右などで機首部と逆向きの座席を配置する方式で、狭い足部と広い頭頂部、あるいは狭い足部同士が隣り合わせになるため、足部のスペースを別の部分に回すことで幅スペースをとりやすく、ボーイング747で通常横7列であるところを横8列に増加させることが可能となった。
これにより座席数に余裕が生まれ、シートピッチ180cm強の座席長を実現、完全なフルフラットシートを実現させている。さらに、全ての座席から直接通路へ出ることができるメリットがある。一方で、レイアウトによっては座席の横幅が窮屈になりやすい、座席の半数が一般的な航空機では主流では無い後ろ向きシートとならざるを得ない事が座席が埋まりやすさに影響を与える可能性がある。
日本での導入例は、日本航空がヘリンボーン式のJAL SKY SUITE Ⅲ以外のフルフラットシートはスタッガード式一択風潮と言う事もあり、全日空が長距離路線向けに投入したほぼ個室仕様の新シート・The Roomが登場するまで採用例が無い。ちなみに、The Roomではフルフラット時に向い合せの席の足が収まる部位をサイドテーブルとして使い、シートとして使う時は二人分のゆとりある幅を確保することで、ファーストクラス・THE Suiteに勝るとも劣らぬ快適性を獲得している。
2018年にカタール航空が導入したQsuiteは扉付きのほぼ個室仕様のシートであり、可動式パーティションを採用しているためパーティションを移動すればダブルベッドになり、中央4席は4人掛けのクワッドデザインになる革新的シートで、スカイトラックス社のビジネスクラス部門で世界1位を獲得した。
なお、世界で最初にビジネスクラスのフルフラット化を実現したシートであるが、ブリティッシュ・エアウェイズの新型ビジネスシートはこのタイプで無く個室度がさらに高くなった別仕様のシートを採用するなど、上記の問題の影響もありヘリンボーン式やスタッガード式の後塵を拝している。

##### フルフラットシート（ヘリンボーン式）

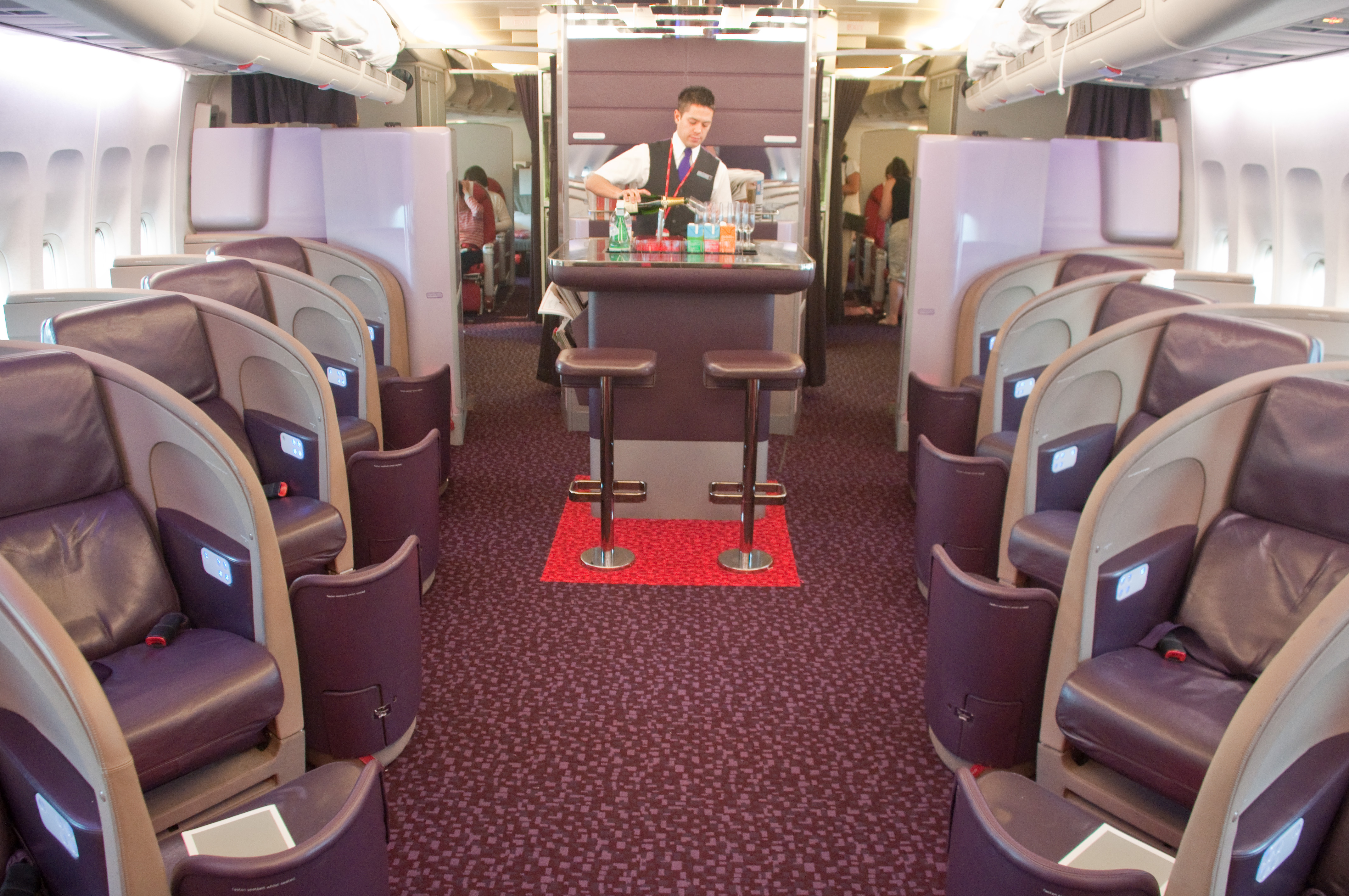
ヴァージン・アトランティック航空「アッパークラス」シートとバーカウンター

通路に対し斜め向きに座席を配置する方式。斜め向きとすることでシートピッチをかなり縮められ、また頭頂部のスペースを非常に広く取れる上に、全ての座席から直接通路へ出ることができる。ただし、全ての座席が斜め向きになり隣り合う座席が無いことと、デッドスペースが多くなる場合があるのが欠点として挙げられる。因みに、着席時の座席を倒して逆側にある睡眠用の面を出して使用するタイプの座席も多い。
ヴァージン・アトランティック航空が2006年に初採用。以後、ニュージーランド航空などを中心に採用が進んでいる。2000年代後半以降、ライフラットシートに変わる新型ビジネスクラス座席の主流の1つとなりつつある座席であったが、2010年代以降はスタッガード式の後塵を拝している。一方で日本航空が2016年以降、JAL SKY SUITE Ⅲがスタッガード式の他形式と並行して採用するなどの事例もあり、機種によっては隣り合う席の足を上下互い違いにしスペースを有効活用している。因みに、2020年に就航予定の日本航空系LCCのZIPAIRが、親会社の同等系に比べると簡素になっている（個別のディスプレイ省略など）ものの、ビジネスクラス相当のシートとして採用している。
なお、ヴァージン・アトランティック航空が当初に採用したレイアウトは足を通路側に向ける仕様であったが、展望面で難があることから頭を通路に向けるリバースヘリンボーンがヘリンボーン式のレイアウトの主流となっており、ヴァージン・アトランティック航空もリニューアルの際に通路側は旧来のままで窓側だけをリバースヘリンボーンに変更した仕様を投入している。

##### フルフラットシート（幅広式）
座席幅の拡張と寝台展開時には斜めにセットする事で快適性を維持したままシートピッチ削減を両立した方式。横幅を広く取ることで着席時の快適性の向上と、1-2-1の配列となることで全ての座席から直接通路へ出ることができると言うメリットがセールスポイント。
シンガポール航空の一部機材などで採用されている方式で、座席数をそれなりに維持するため横幅を広く取った代わりに縦幅は他の座席に比べ狭いと言うデメリットがあるものの、縦幅の短さに関しては睡眠時は前席の頭頂部と後席の足部がスペースを半分ずつ取りピッチを埋め、ヘリンボーン式の様に斜め向きに寝台をセットすることでデメリットをカバーをしている。そのため、座席としての使用時は正面を向いていることと、睡眠時の機首に対し斜め向きになる角度以外はヘリンボーン式に近い形態とも言えなくもない。
この様にヘリンボーン式に比べ座席時のシート幅の広さと正面向きであると言うメリットがあるものの、旧来のシートを斜め向きにする事で構築が可能なヘリンボーン式に比べコスト面では劣る事が災いしたか、どちらかと言うとフルフラットシートとしてはマイナーな方式となっている。

##### フルフラットシート（通常配置式）
ファーストクラスと同じく、これまでのような通常タイプの座席配置のまま、シートピッチを単純に引き伸ばしてフルフラット方式としたもの。座席レイアウトのイメージとしては、ビジネスクラスとの差別化の為に個室化に進む前のファーストクラスに近いレイアウトとなっている。
他のフルフラットシートのレイアウトと違って座席単位でスペースや配置になんらかの犠牲がない一方、スペースの省略を行わないことで座席数が非常に少なくなってしまう（ヘリンボーン式程ではないが、座席を斜め向きにすることでシートピッチの不利をカバーしている仕様もある）事と、変則配置でないがゆえに直接通路へ出られない席が発生するデメリットがある。ただし、座席が隣接しているのでカップル用途には好都合と言うメリットを持っているため、お一人様での搭乗が主体なビジネス向けより観光主体な路線で且つスペースに余裕のある大型機向けのシートとも言える。
南アフリカ航空が一部の長距離路線向けに採用する程度で、座席数の減少や乗客の出入りの問題を懸念した他の会社は前項のいずれかの方式を採用していたが、フラットシートを各社が採用しサービス面に大差が無くなってきたことや超大型機A380が就航したこともあり、エールフランスや大韓航空が2010年以降の新型座席に採用している。なお、日本航空がJAL SKY SUITEの787仕様でスタッガード式とミックスする形で採用（窓側スタッガード式・中央通常配置式）し、個人利用とカップル用途を両立させている。

##### フルフラットシート（スタッガード式）

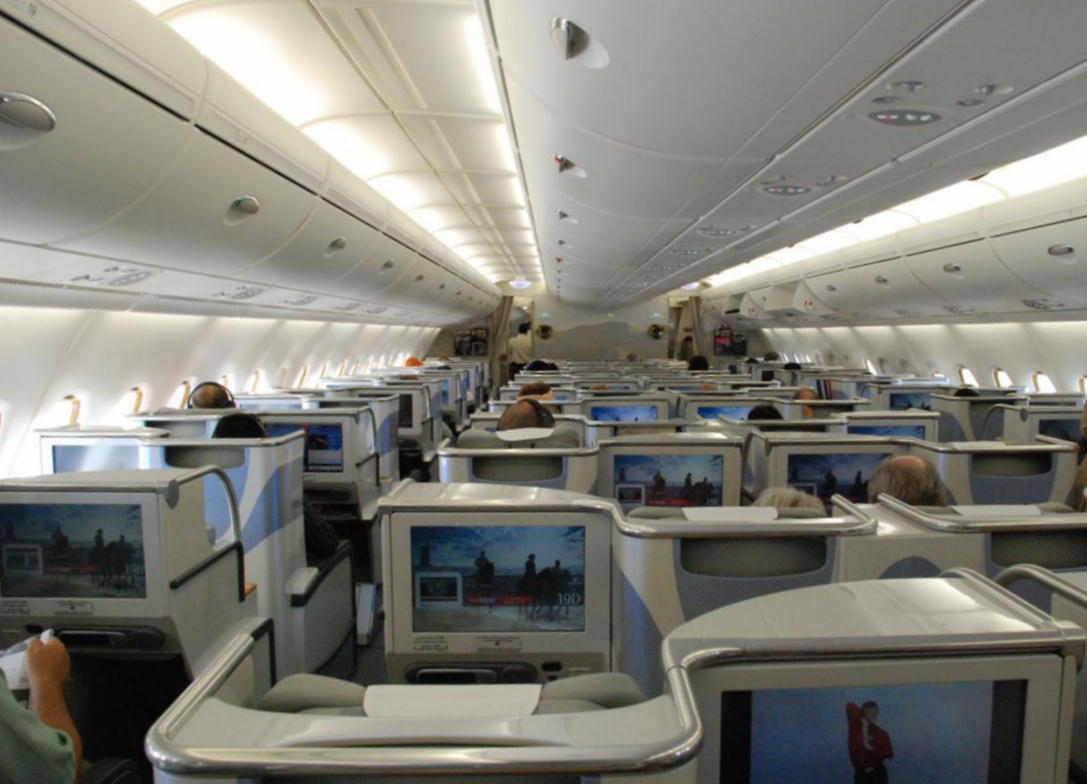
エミレーツ航空「ビジネスクラス」シートと個人用モニター

スタッガードとは互い違いの意味で、座席が縦列ごとに半分縦にずらされて配置されている。また縦列で見たときに、前の客の頭部と後ろの客の足先の間に更に数十センチの空間をおき、この空間は隣の列の客がサイドテーブルとしたり、通路への出口に利用される。そのため客1人あたりの占用スペースは、カタカナの「ト」の形のようになる。このサイド空間のおかげで、2-4-2配列ならどの席からも通路に出ることが可能になり、高いパーティションをすべての座席間に設置してプライバシーを守ることも可能になった。
このレイアウトの特徴として、前列座席の足下と後列座席の頭部が隣り合う形となるため、同規模の正規配置の座席より座席を多く配置しやすい事が挙げられる。ただし、この利点は同等の快適性を持つフルフラットシートとの比較であり、座席のグレードアップの一環としての変更の場合は座席数減少する場合もあるので注意する必要がある。因みに、窓側は完全互い違い一択であるが、中央部分のレイアウトは2-3-2配列の場合は中央部は左右どちらからでも出られる特徴を持ち、2-4-2配列の場合はビジネス用途が主流の場合は完全に互い違いにして独立性を優先、観光用途が主流の場合は隣り合うレイアウトにし夫婦などのカップル用途に対応するなど、バリエーションが豊富なレイアウトでもある。更に、日本航空など一部の航空会社では、隣り合う座席間に開閉可能なパーティションを設置し独立性とカップル用途を両立している。
エミレーツ航空が長距離路線用に最初に採用し、その後他社も他のシートからの移行を行い、2010年代の主流の1つとなっている。日本国内では全日空が2010年に、日本航空が2012年に採用し、ライフラットシートに代わる日本の航空会社のビジネスクラスの新標準となっており、2020年代に入ってからも、全日空のThe Roomと日本航空のJAL SKY SUITE Ⅲ以外ではこのレイアウトが採用されている。

## 利用客層
- 社用による出張客や高所得者の観光利用が多い。なお、エコノミークラスほどではないが、時期や便によっては割引航空券も販売されている。また、マイレージサービスで蓄積したマイル数によりエコノミーからアップグレードすることもできる。また、団体（パッケージ）ツアーによっては、ビジネスクラスを利用するものや、追加料金を払ってビジネスクラスに変更（アップグレード）できるものもある。

- エコノミークラスのオーバーブッキング（予約の受け過ぎによる席不足）の結果、ビジネスクラスに回されることがある。これはインボランタリー・アップグレード（Involuntary Upgrade）と呼ばれ、主に得意客（当該社におけるマイレージ上級会員等）の旅客が対象になることが多い。この場合、座席や機内サービスはビジネスクラスになるが、その他通常ビジネスクラスに付帯されるサービス（空港ラウンジの利用等）は適用されない。

- 上記と同じく特殊なケースであるが、エコノミークラスがツアー客などで満杯状態であるがビジネスクラスに空きを多数抱えている場合には、普通運賃を支払ったエコノミークラス客（あるいは割引率の低いチケットを持つエコノミークラス客）をビジネスクラスに回すことがある。航空会社の任意のサービスとして行われるものであるが、近年では経費効率化のための航空スケジュール最適化が進み、あまり見られないようになっている。

## 第4のクラス

### プレミアムエコノミークラス

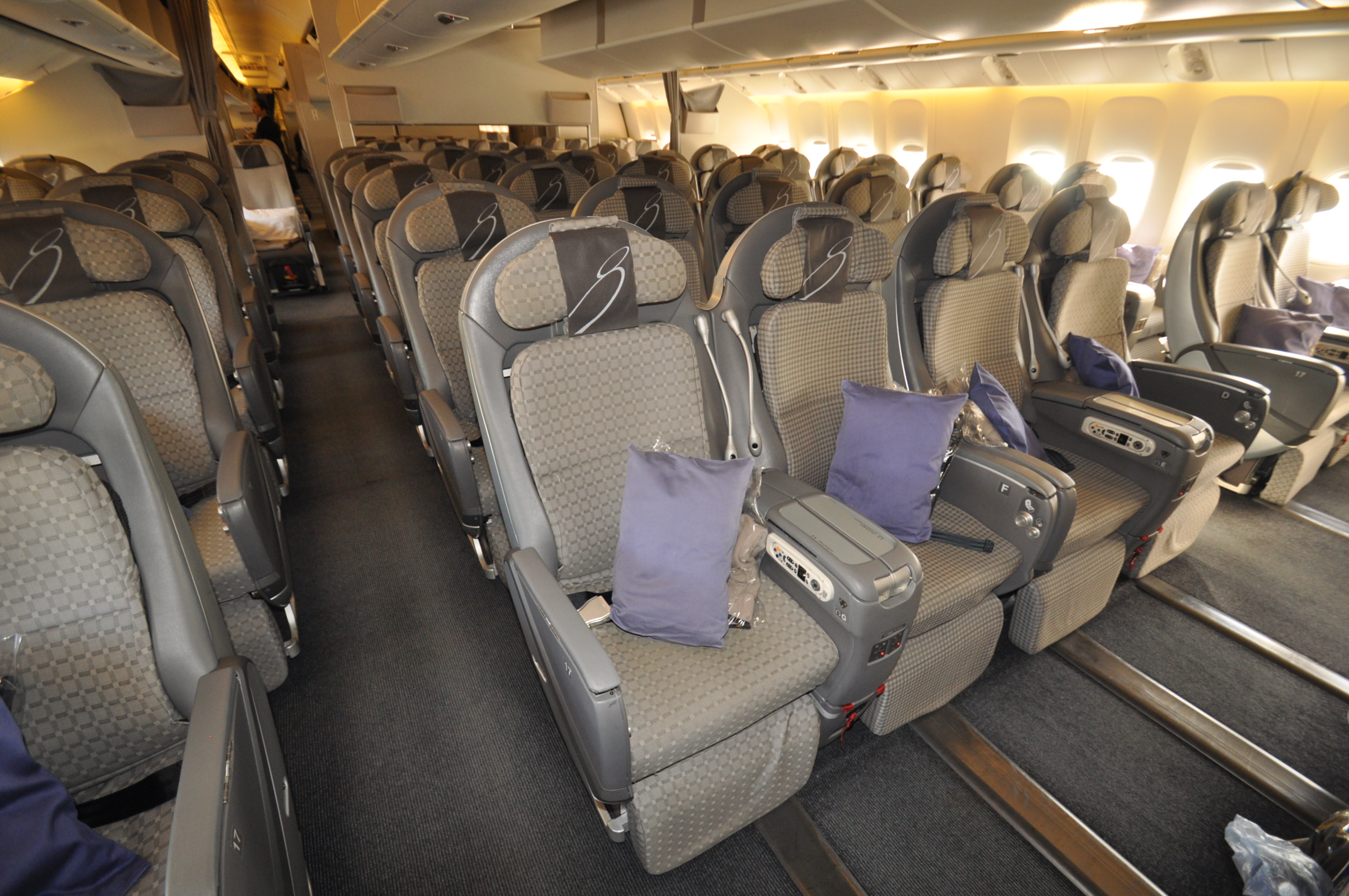
日本航空の「JALプレミアムエコノミー」の専用シート(B777-200ER)

前述のようなビジネスクラスの各種サービスの充実が進められた結果、ビジネスクラスとエコノミークラスのサービス内容（およびビジネスクラス運賃やエコノミークラス正規運賃とエコノミークラスの割引料金）に差がつきすぎてしまったため、ヴァージン・アトランティック航空（1992年）を始めに、各社が中長距離便において導入していった。
運賃に関しては、エコノミー正規運賃かそれに準ずる運賃でないと利用できないものから、割引運賃でも多少の差額を支払うことによって利用可能なものまで、さまざまな取扱がある。
座席に関しては、日本航空やブリティッシュ・エアウェイズなどのように専用のシートを開発し、専用のコンパートメント内で提供するものや、旧式のビジネスクラス座席を流用するものから、ユナイテッド航空やスカンジナビア航空などのように、エコノミークラスと同等の座席で前後間隔を多少広げただけの方法でエコノミークラスと差別化されたものなど、航空会社によってさまざまなサービスが存在している。多くの場合、座席前後幅は100cm前後となっている。また、一部のビジネス客重視路線においては、ビジネスクラスとプレミアムエコノミークラスのみとしている路線もある（例：シンガポール航空や全日空の一部の路線）
機内食についてはエコノミークラスと同等の場合が多いが、シャンパンや軽食などの提供によって差をつけている会社も多い。また、空港ラウンジの使用や特設カウンターの提供、機内アメニティの提供を行なうケースもある。
登場から10年以上が経過し、当初は初期のビジネスクラス同様座席程度の違いでしかなかったものが、座席幅の拡大や座席間隔の拡大、ソフトサービスの拡充、果てはニュージーランド航空のように座席配置そのものに大幅な変更を加え全ての座席が通路または窓側に来るように配置するなど、そのサービス面はかつてのビジネスクラス同様年々拡充傾向にある。

### プレミアムエコノミー設置便運航会社（一部）
- 『JALプレミアムエコノミー』　日本航空
- 『プレミアムエコノミー/エコノミーBJ プレミアムエコノミーアジア』　全日本空輸
- 『エリートクラス』　エバー航空（旧名は『エバーグリーン・デラックスクラス』）
- 『プレミアム・エコノミークラス』　キャセイパシフィック航空
- 『エグゼクティブエコノミー』　シンガポール航空（シンガポール～ロサンゼルスノンストップ便、シンガポール～ニューアーク間）
- 『エコノミープラス』　パキスタン国際航空、ユナイテッド航空
- 『プレミアムエコノミー』　ヴァージン・アトランティック航空、タイ国際航空（一部路線）、ニュージーランド航空、カンタス航空など
- 『プレミアム・ボヤジャー /アリゼ』　エールフランス
- 『ワールドトラベラープラス』　ブリティッシュ・エアウェイズ
- 『エコノミーエクストラ/SAS Plus』　スカンジナビア航空（一部長距離便）
- 『クラシカ・プラス』　アリタリア-イタリア航空
- 『コンフォートクラス』　ターキッシュ エアラインズ
- 『メイン・キャビン・エクストラ』　アメリカン航空
- 『エコノミーコンフォート』　デルタ航空

## 航空以外の交通機関
鉄道やバスにおいても「ビジネスクラス」の呼称を用いる例もある。

### 鉄道
欧州では1等車2等車の呼称が多いがアジアや北米では上位クラスのサービスとしての採用例がある。
台湾においては、台湾高速鉄道の700T型において、日本のグリーン車相当の客室をビジネスクラスの中文訳である「商務車艙」（2+2配列）と呼んでいるほか、台湾鉄路管理局のクルージング列車である「環島之星号」は全席商務座扱いで運行している。中国でも高速列車で1等席より上の1+2配列の最上位クラスが商務座と呼ばれている。また、北京地下鉄大興機場線や深圳地下鉄11号線にもビジネスクラスが連結されている。
北米でも米国アムトラックのアセラ・エクスプレスでファーストクラスに次ぐ等級としてビジネスクラス（2+2配列）を採用している。カナダVIA鉄道LRCでも類似のサービスがある。

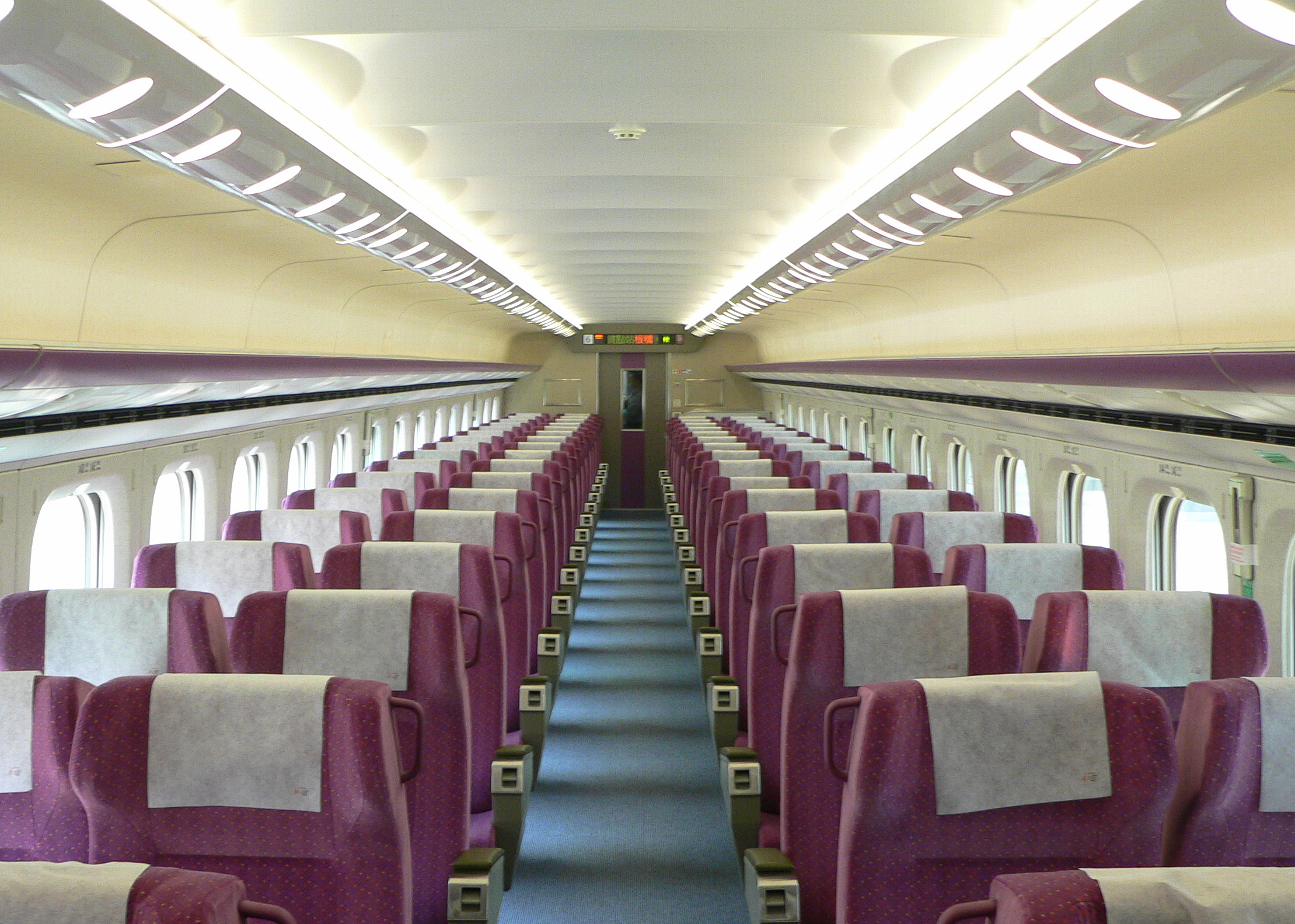
台湾高鉄のビジネスクラス
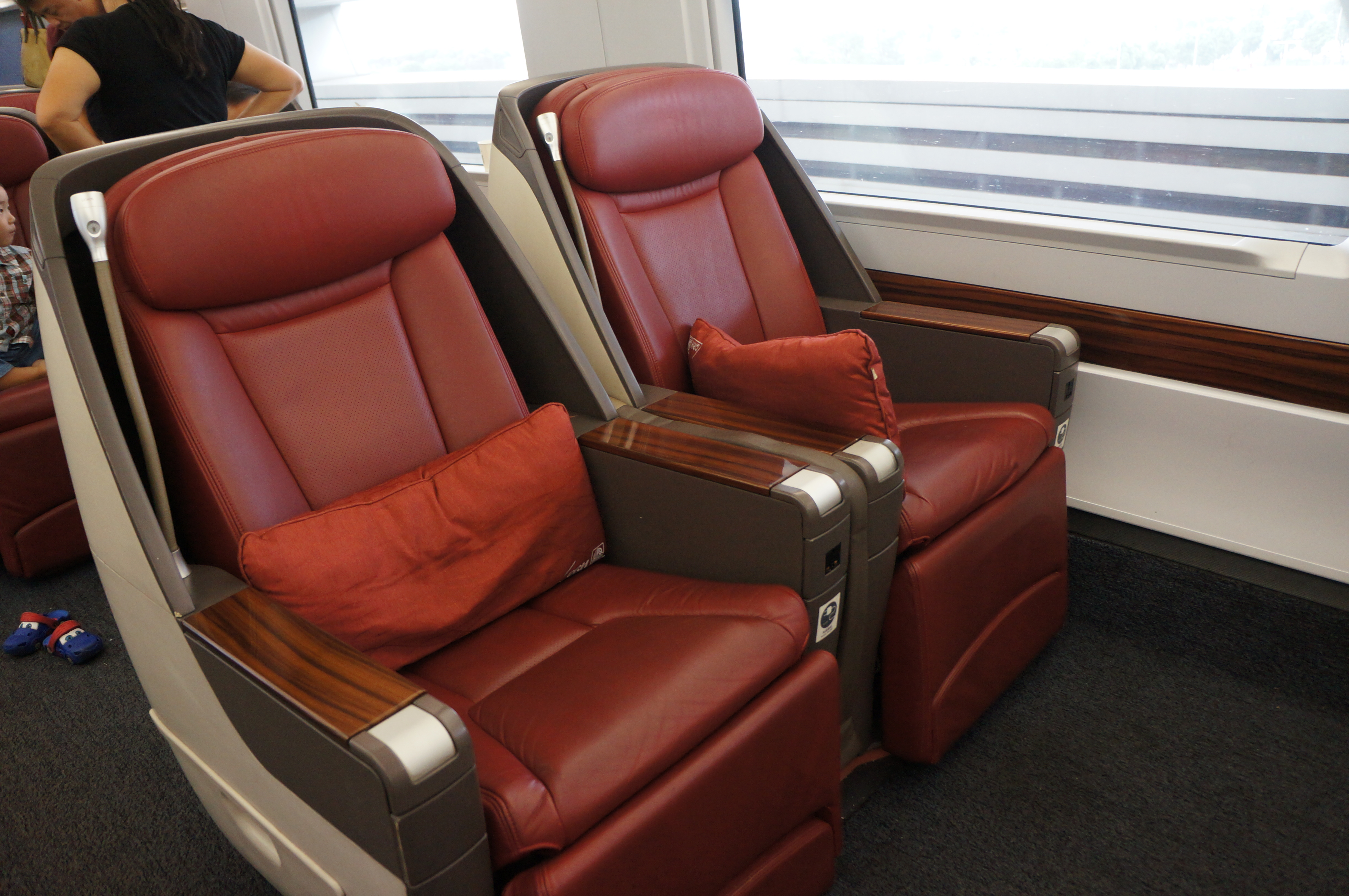
中国鉄路高速（CRH）でのビジネスクラス
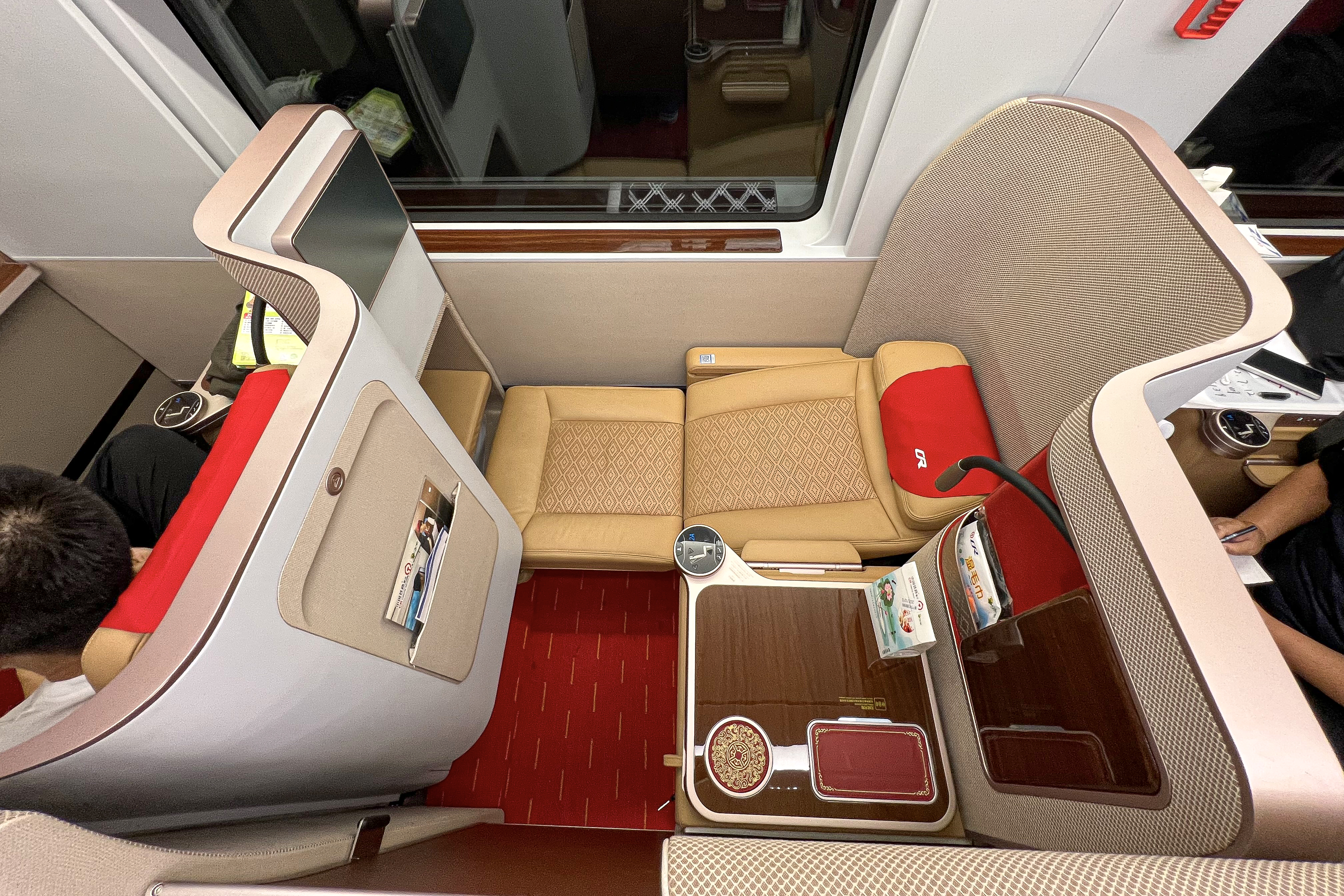
中国高速鉄道CR400BF-Z系電車のビジネスクラス
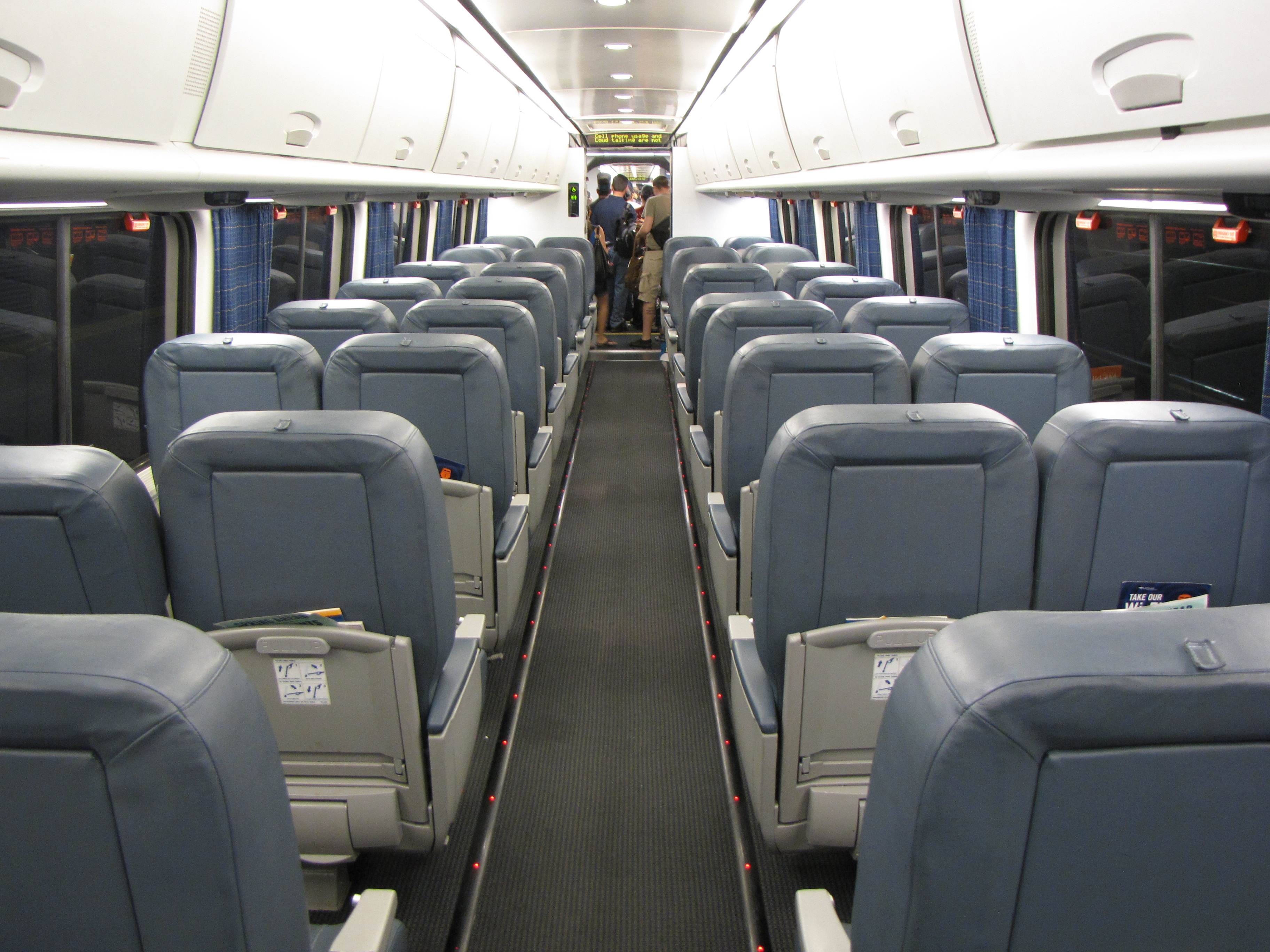
アセラ・エクスプレスのビジネスクラス
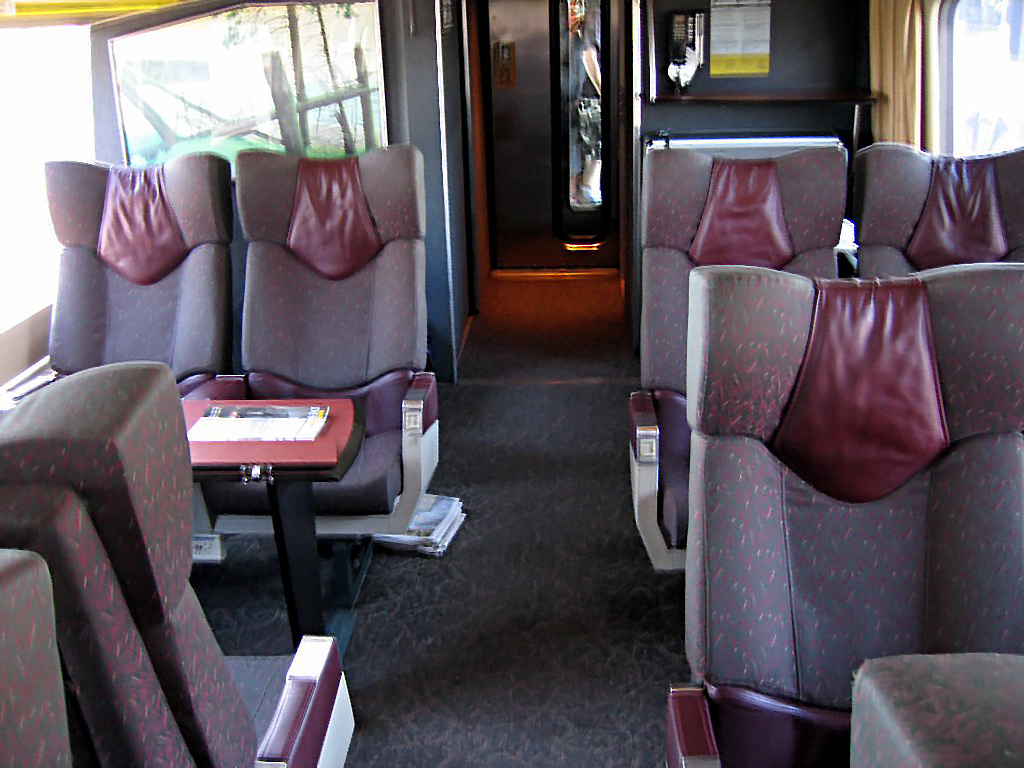
VIA鉄道のビジネスクラス
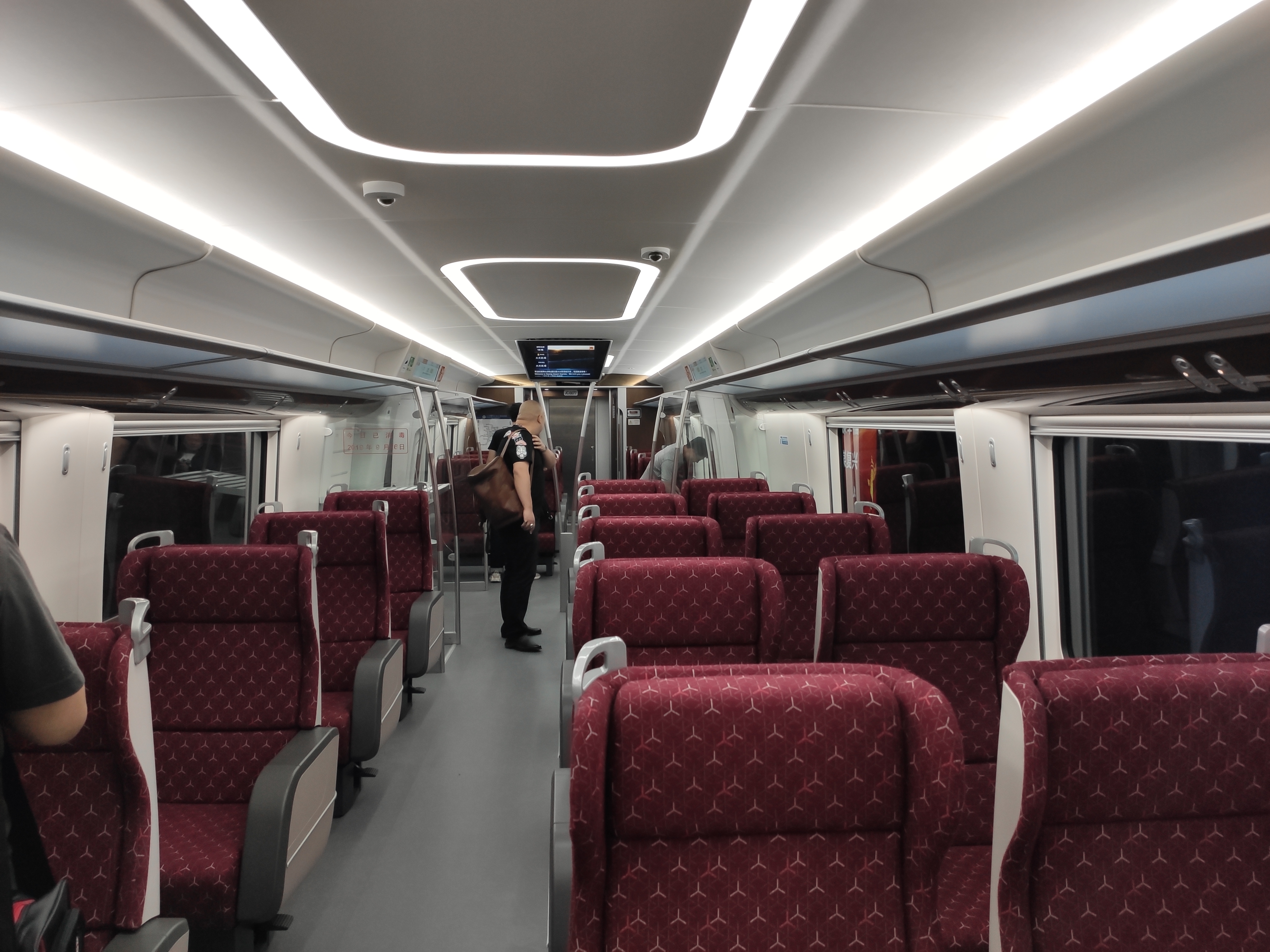
北京地下鉄大興機場線のビジネスクラス

### バス
台湾の高速バス事業者和欣客運、阿羅哈客運は1+1配列の商務座サービスを展開している。和欣客運は「白金臥艙（プラチナム・クラス）」「頭等商務艙（ファーストクラス・ビジネスクラス）」、阿羅哈客運は「総統座椅（プレジデント・シート）」とそれぞれ名称は異なるが、競合する同業他社および鉄道との差別化として定着している。

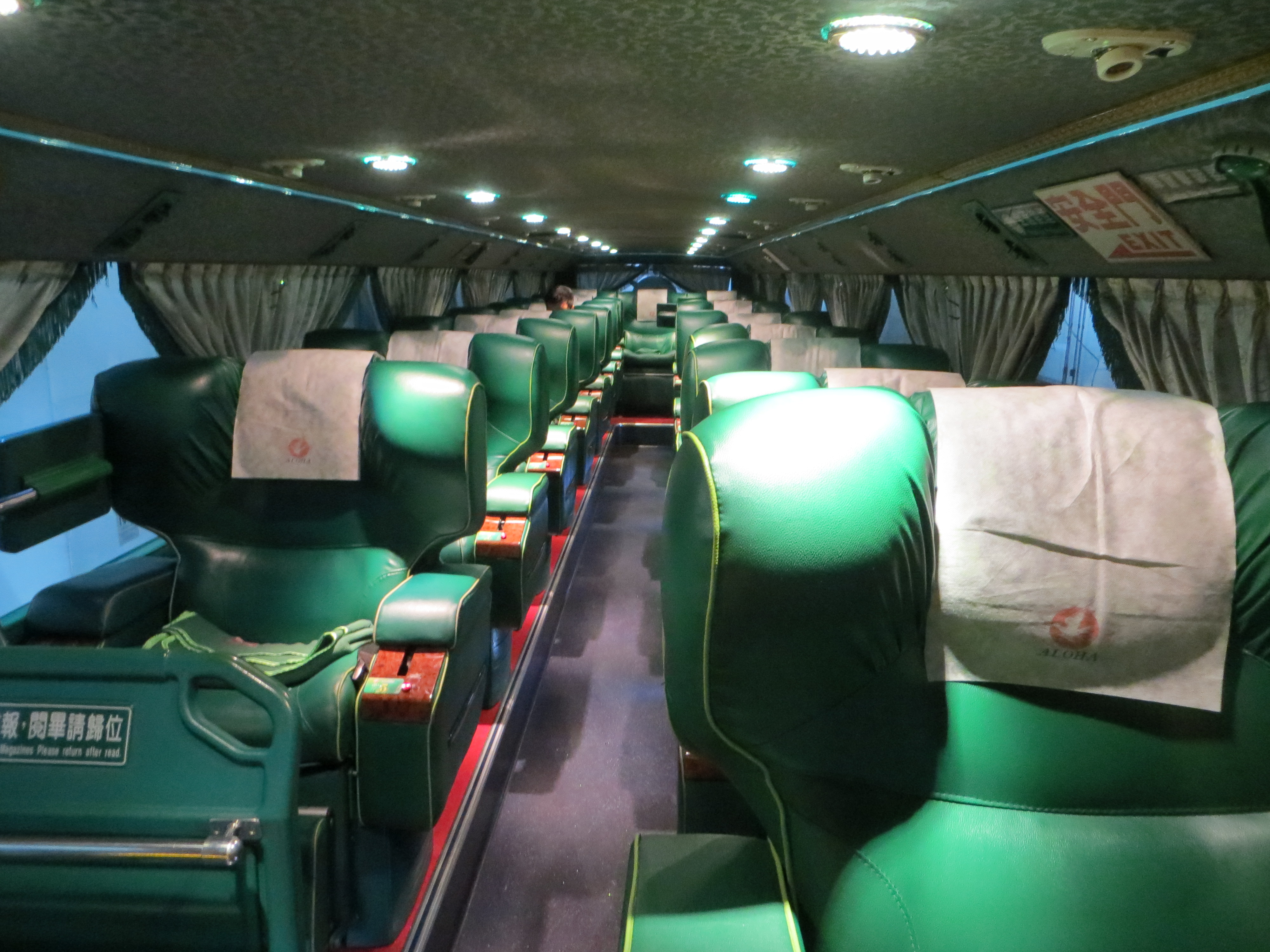
阿羅哈客運の総統座
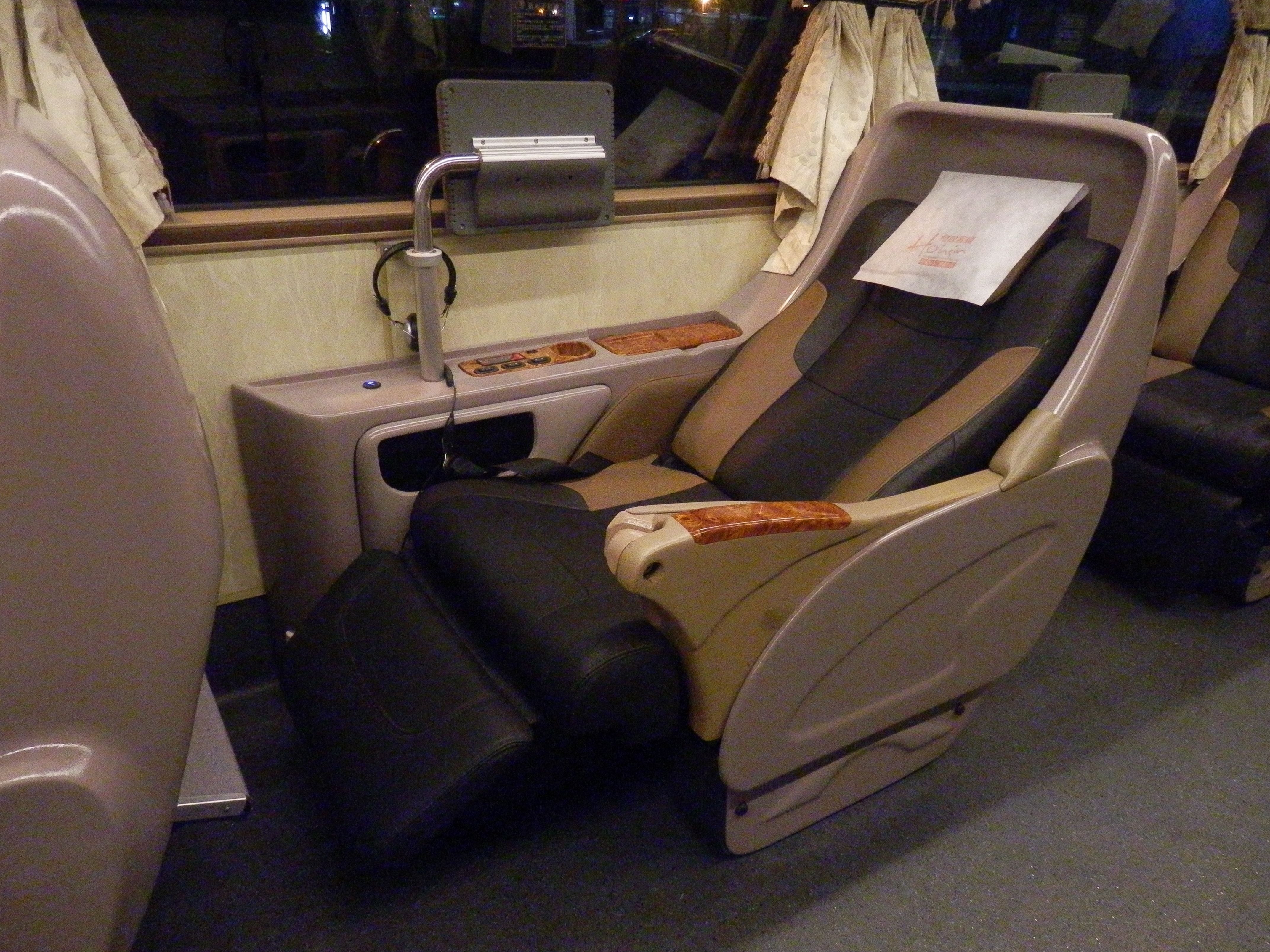
和欣客運の白金座